# Aéroport d'Albany
L'Aéroport d'Albany ou Aéroport Southwest Georgia (en anglais: Southwest Georgia Regional Airport) (code IATA : ABY • code OACI : KABY) est un petit aéroport desservant la ville d'Albany, dans l'État de Géorgie, aux États-Unis.